# Варшкайти
Варшкайти (пол. Warszkajty, нім. Warschkeiten) — село в Польщі, у гміні Гурово-Ілавецьке Бартошицького повіту Вармінсько-Мазурського воєводства.